# Gilbert Costes
Pour les articles homonymes, voir Costes.
Gilbert Costes est un restaurateur, né le 11 mars 1959 à Saint-Amans-des-Cots dans l'Aveyron. Arrivé à Paris avec son frère Jean-Louis au milieu des années 1960, il cumule pendant plusieurs années des fonctions juridiques en plus de ses affaires, créant, gérant ou revendant successivement, par l'intermédiaire du groupe Costes, jusqu'à une quarantaine d'établissements à Paris, souvent placés dans des quartiers importants. Par la suite, il se sépare du groupe Costes laissé à son frère pour prendre la tête du groupe Beaumarly. Amateur d’art et de design, il est régulièrement associé, par les médias, sous la dénomination « les frères Costes » avec son fils Thierry. Il est également grand-père de six petits-enfants : Julia Costes, Eva Costes, Gilberto Costes, Louise Costes, Paul Costes et Alice Costes. 

## Biographie
Gilbert Costes est fils de Louis et Marie (née Neyrolles) Costes, agriculteurs. Il étudie à l'école de Saint-Amans-des-Cots puis arrive à Paris à la fin de son adolescence. Il poursuit alors ses études à l'université Paris-1 Panthéon-Sorbonne, où il obtient son Certificat d'aptitude à la profession d'avocat, puis un DEA de droit privé.
Perpétuant la tradition aveyronnaise,, il commence sa carrière dans le restaurant Ambassade d'Auvergne, près du centre Georges-Pompidou, comme « garçon de salle ». Puis il devient gérant du café-tabac d'Orléans à Mouton-Duvernet, tout en menant ses études de droit.
Marié le 4 août 1971 à Yvette Biron, il a deux enfants : Thierry et Audrey.

### Restauration
Avec son fils Thierry et son frère Jean-Louis, Gilbert Costes se concentre notamment sur l'expansion de leurs cafés et restaurants parisiens. Sa première affaire est le Café Marly,. Dans les années 2000, ils comptent déjà, lui et son frère, dans l'historique d'une quarantaine d'établissements ; ceux-ci sont rentables, mais ils n'hésitent pas à revendre la plupart.
Leur goût de la décoration, contribue à améliorer la qualité des lieux : au milieu des années 1980, abandonnant sa carrière d'avocat pour racheter le Café Beaubourg, Gilbert Costes collabore avec Christian de Portzamparc. Le précédent établissement appartenant à Jean-Louis et revendu plus tard, le Café Costes, « un grand café à l’ancienne, provincial, haut de plafond », avait été décoré par un Philippe Starck, alors peu connu. « Nous étions les premiers à Paris à mettre de la créativité et de la qualité dans le design d'un café » souligne Gilbert Costes. Le meilleur exemple se trouve vraisemblablement auprès du centre national d'art et de culture Georges-Pompidou, l'un des restaurants parisiens les plus pittoresques, Le Georges.
Leurs affaires sont également caractérisées par la rationalisation et l'optimisation. Ainsi, les sauces et accompagnements sont fabriqués dans un laboratoire d'Ivry-sur-Seine tandis que les pains et pâtisseries viennent d'une chaîne de boulangerie. De plus, les établissements sont principalement situés au long de la ligne 1 du métro de Paris, donc près de grands lieux de culture et de loisirs. Inauguré en 1995, l'Hôtel Costes, établissement de luxe, est situé également au centre de cet axe, dans le prestigieux quartier de la Place-Vendôme.
Ils conservent aussi leur dépendance familiale : non seulement son autre frère Guy (L'hôtel Bourg-Tibourg dans le IVe), sa sœur Geneviève (Le Paris, Le Rival Deluxe, Le Madrigal, Le Tourville), son fils (l'Étienne Marcel, le Georges, le Germain, le Corso, l'Iguana Café…), sa fille, son neveu Philippe, mais également l'épouse de Gilbert, Yvette (Le Vieux-Colombier, le Café du Marché), dirigent certains établissements. Il n'hésite pas à déléguer, et l'expansion des établissements est pratiquement toujours achevée par des amis et d'anciens employés,,. « Toute la famille est dans la restauration. Il s’agit d’un développement de solidarité familiale. Chaque entreprise est détenue par une société dans laquelle les membres de la famille sont actionnaires. » Alors que son frère Jean-Louis est plus proche de l'hôtellerie, Gilbert Costes, lui, est plus proche du métier de restaurateur,.
Comme le souligne le Time, « après tout, la plupart des parisiens n'ont jamais entendu parlés de [Jean-Louis] Costes, ou de son frère Gilbert »; pourtant, « de la Bastille au Trocadéro, de Montparnasse aux Grands Boulevards », Gilbert Costes et sa famille sont à l'origine, avec succès, d'une quarantaine d'établissements, tous basés sur le même principe qu'explique Gilbert Costes : « Ils doivent être grands, situés dans des sites exceptionnels, proches d’établissements culturels […] On y conjugue l’espace et la terrasse, le soleil, le confort, la vue, l’absence de voitures. »
En 2010, les deux frères séparent leurs affaires : d'un côté le groupe Beaumarly de Gilbert Costes et son fils Thierry (100 millions d'euros de chiffre d'affaires en 2022), et de l'autre le groupe Costes de Jean-Louis.

### Tribunal de commerce
Juriste de formation, conseiller prud'homal de 1989 à 1990, juge consulaire depuis 1991, Gilbert devient président du tribunal de commerce de Paris en 1999. Il cherche alors à conserver le rôle des juges « non-professionnels ». Il prend également la présidence de la Conférence générale des tribunaux de commerce durant un an. Après ces années au tribunal de commerce, période citée comme celle d'un « président pendant la tourmente, interne et externe », il laisse sa place et est remplacé début 2004 par Perrette Rey,.

## Autres fonctions
- Co-dirigeant des sociétés du groupe Costes (hôtellerie restauration) depuis 1974, organisé autour de quelques établissements principaux et de participations dans d'autres[11],[22], on peut citer sur plus de trois décennies le Café Costes et le Café Beaubourg face au Centre Pompidou dans les années 1980, l'hôtel Costes, K-Costes, le Marly face au Musée du Louvre, le Café de la Musique à la Villette[23] dans les années 1990, et Le Georges en haut du Musée Beaubourg et géré par son fils, l'Hôtel Amour, ou La Société dans le VIe pour les années 2000. Mais également La Grande armée, l'Étienne-Marcel ouvert en 2002[12], l'Avenue à l'angle de l'Avenue Montaigne et de la Rue François Ier, L'Esplanade aux Invalides, le Murat, le Matignon[24], Le Corso, le Café RUC (actionnaire uniquement), le Germain, etc.[14]
- Chargé d'enseignement à l'Université Paris-1 Panthéon-Sorbonne[11] et à l'IAE de Paris (1984-1991)
- Membre de la commission départementale des impôts de Paris (1980-1991 et depuis 2004)[1].

## Décoration
- Chevalier de la Légion d'honneur[1], décret du 30 décembre 2000[25].

## Publications
- Gilbert Costes et Thierry Costes, Paris, Perseus Distribution Services, 2017, 188 p.  (ISBN 978-1-61428-166-5 et 1-61428-166-1)